# 埃里克·斯塔尔
埃里克·斯塔尔（英語：Eric Staal，1984年10月29日—），加拿大男子冰球运动员。他曾代表加拿大国家队参加2010年和2022年冬季奥林匹克运动会冰球比赛，其中2010年冬季奥运会获得一枚金牌。